# Cantharocnemis livingstonei
Cantharocnemis livingstonei là một loài bọ cánh cứng trong họ Cerambycidae.